# Battling Bosko
Pour plus de détails, voir Fiche technique et Distribution.
Battling Bosko est un dessin animé américain de la Warner Bros. Pictures, dans la série des Bosko (Looney Tunes), sorti en 1932.
Il a été réalisé par Hugh Harman et produit par Hugh Harman et Rudolf Ising. De plus, Leon Schlesinger est crédité comme producteur associé.

## Synopsis
Bosko s'exerce sur un punching-ball, alors que le journal et la radio annoncent son match contre le Champion...  

## Fiche technique
- Titre original : Battling Bosko
- Titre en français : Le Combat de Bosko
- Réalisation : Hugh Harman
- Producteurs : Hugh Harman, Rudolf Ising et Leon Schlesinger
- Musique : Frank Marsales
- Production : Leon Schlesinger Studios
- Distribution : Warner Bros. Pictures
- Durée : 7 minutes
- Format : noir et blanc - mono
- Langue : anglais
- Pays : États-Unis
- Date de sortie :  États-Unis : 6 février 1932
- Genre : Dessin-animé
- Licence : Domaine public[1]

## Musiques du film
- Turkey in the Straw (XIXe siècle), chanson traditionnelle américaine
- In the Shanty Where Santy Claus Lives, musique de Harry M. Woods
- Shave and a Haircut, air traditionnel
- I'm a Hot Shot Guy Called Bosko, chanson chantée par Bosko